# Pánfilo Apurascachas
Pánfilo Apurascachas fue un personaje salvadoreño de radio y televisión, creado e interpretado por Mauricio Hernández Bojórquez, conocido por Mauricio Bojórquez (10 de noviembre de 1940, 26 de enero de 2017), el personaje Pánfilo Apurascachas, nació en 1966 en Radio Cadena YSKL, precisamente para un aniversario. Doña Terésfora, María Teresa Yanes Moreira, era la locutora de un turno matutino titulado “La hora de la mujer”. Para esos días Pánfilo, no era un personaje real, Mauricio Bojórquez era la primera voz del Trío Los Emperadores, y fue Doña Tere, quien lo invitó a su programa como un "metiche", como un advenedizo a la radio en el momento de la fiesta.
Pánfilo Apurascachas entró a KL para quedarse de ahí nació una fructífera carrera, gracias al apoyo incondicional de Don Manuel Flores y su familia, propietarios de KL, una carrera de 30 años en la radio salvadoreña. Como esposos procrearon 5 hijos Ivonne, Sandra , Mauricio, Yhoshabeth  y Ernesto Alí.
Pánfilo Apurascachas popularizó la expresión “Jajajay Dios”, que se usa como incredulidad o admiración.
Pánfilo y Doña Terésfora, gracias a su fama visitaron todos los caseríos, cantones, haciendas y poblados de El Salvador  (excepto Tejutepeque) y los fronterizos con Honduras, Nicaragua y Guatemala, luego incursionaron en Estados Unidos y Canadá.
Pánfilo Apurascachas y Doña Terésfora, sufrieron un fatal accidente el 18 de mayo de 1980, producto del cual murió su hija Yhoshabeth a los 11 años, fue precisamente de este accidente que nació la idea de un Circo con el nombre de la niña Yoshabeth.
Pánfilo Apurascachas se quedó sin Doña Terésfora el 18 de febrero de 1995 después de duros padecimientos de diabetes y varios derrames cerebrales.
Pánfilo Apurascachas, siguió trabajando al lado de su hijo Ernesto Alí Yanes, quien representa a Tereforito y a su hija Ivonne Yanes, quien hace de  la hermana de Doña  Terésfora, Doña Dorotea. 
Pánfilo Apurascachas tuvo algunas particpaciones muy discretas en el Programa La Súper Esquina que producía  Módulo Tres Producciones y que se transmitía en Canal 12. También estuvo como invitado junto a Nacho Castillo en el programa La Otra Cara. 
Y en la década de los 70 es memorable la única vez que estuvo al lado de su amigo Carlos Álvarez Pineda, Aniceto Porsisoca, en el Programa Juegue, Ría y Gane, en la sección "Intuición" de Don Willie Maldonado.
Pánfilo Apurascachas, hoy es ya un bisabuelo. Está muy delicado de salud a sus casi 70 años. Vive en el retiro junto a su hijo Ernesto Alí el payaso Bolita y su nieta Pamela.
En el año 2014 volvió a la TV en el programa el Supersito de Doña Teréfora junto a sus hijos Ernesto y Mauricio Yanes. El programa tuvo una exitosa temporada en Canal 12 de TV Azteca.
Tomado de http://mauricioyanes.wordpress.com/panfilo-apurascachas-y-dona-teresfora/
- Datos: Q17627893